# غابات
غابات یک منطقهٔ مسکونی در لبنان است که در شهرستان جبیل واقع شده‌است. غابات ۶۰۰ نفر جمعیت دارد.